# Eva Mannerheim-Sparre
Eva Mannerheim-Sparre (* 30. Juni 1870 in Villnäs; † 27. Dezember 1957 in Stockholm) war eine finnisch-schwedische Gräfin, Künstlerin und Autorin.

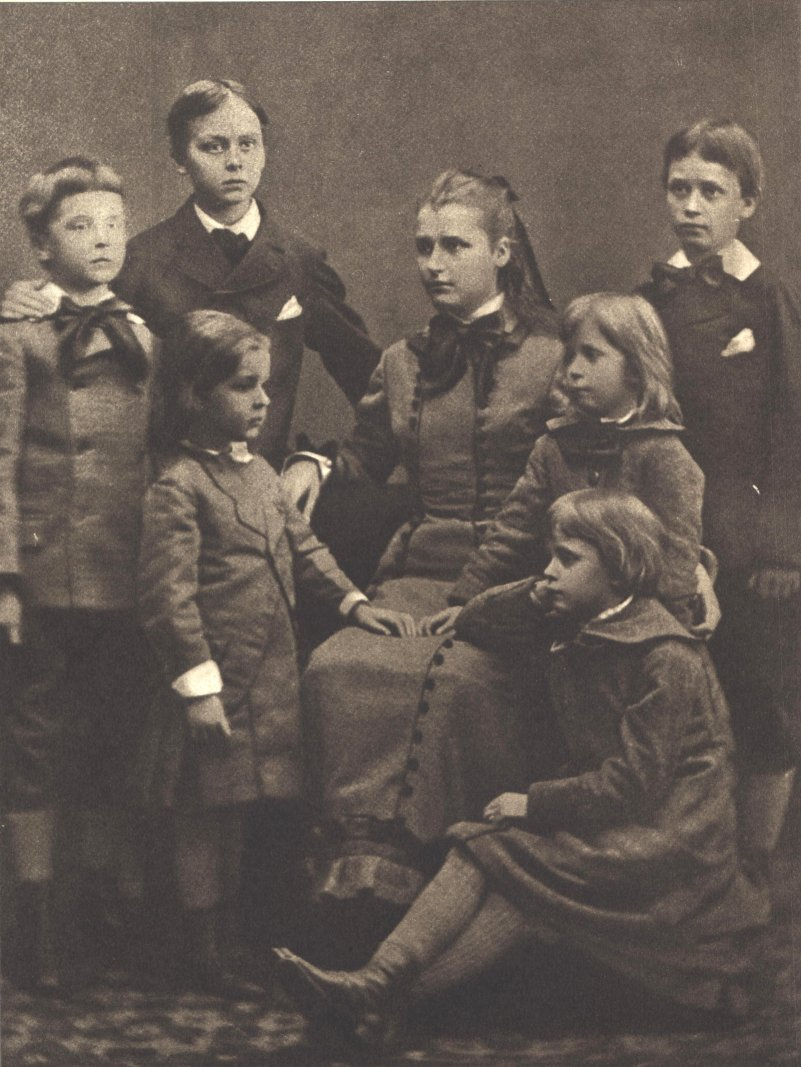
Die Geschwister Mannerheim, rechts unten sitzend: Eva

Eva Hedvig Wilhelmina Johanna Mannerheim war eine Tochter von Graf Carl Robert Mannerheim (1835–1914) und dessen erster Ehefrau Hélène von Julin (1842–1881). Sie war eine Schwester von Carl Gustaf Emil Mannerheim und Sophie Mannerheim. Im Sommer 1893 heiratete sie den Künstler Louis Sparre.
Werke von Eva Mannerheim-Sparre finden sich in Museen in Porvoo, Sundborn, Helsinki, Mora und in der Bibliothek der Åbo Akademi.

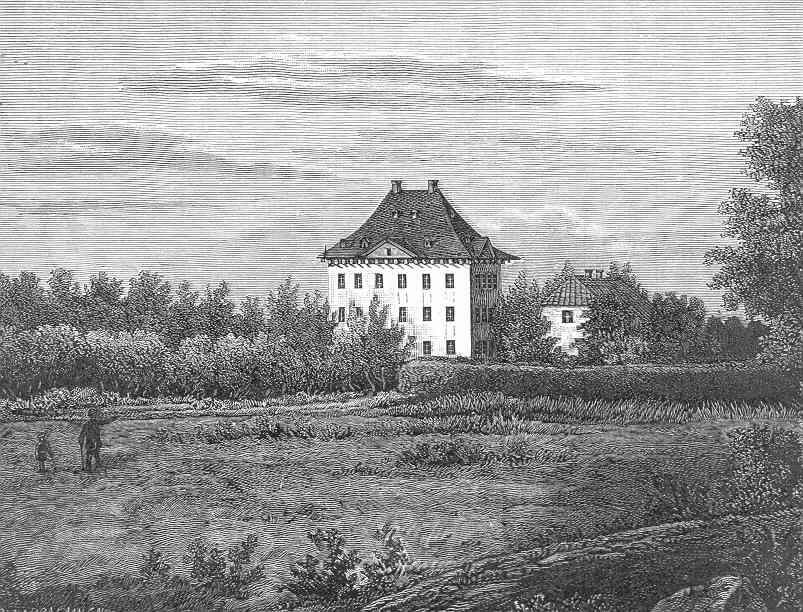
Schloss Louhisaari, Geburtshaus von Eva Mannerheim

## Schriften
- Kokbok för finsmakare och vanliga hungriga. 1935
- Bröllopsresan. 1945
- Konstnärsliv. 1951
- Barndomsminnen. 1952
- Öken, sol och sand. 1957